# Rainer Pietzner
Rainer Pietzner (* 13. Januar 1943 in Berlin) ist ein deutscher Jurist und ehemaliger Richter am Bundesverwaltungsgericht.

## Leben
Pietzner studierte an der FU Berlin Rechtswissenschaften bis zum Abschluss des Studiums 1966. 1969 wurde er an der Deutschen Hochschule für Verwaltungswissenschaften in Speyer Wissenschaftlicher Mitarbeiter bei Roman Herzog. Diese Tätigkeit führte er nach dem Bestehen des Zweiten Juristischen Staatsexamens 1971 fort. November 1973 promovierte er an der Universität Hamburg zum Parlamentsrecht. Im März 1974 wurde er zum Assistenzprofessor für Öffentliches Recht ernannt und war in dieser Funktion an der Hochschule für Verwaltungswissenschaften tätig. Ab 1978 war er als Oberregierungsrat am Forschungsinstitut für öffentliche Verwaltung der Hochschule in Speyer tätig.
1980 wurde Pietzner zum Richter am Bayerischen Verwaltungsgericht ernannt, zunächst aber nur nach dort abgeordnet. 1982 wurde er endgültig Richter an dem Verwaltungsgerichtshof. Im Februar 1988 wurde er Richter am Bundesverwaltungsgericht. Dort gehörte er zunächst dem 5. Senat an, der für das Sozialhilfe- und Ausbildungsförderungsrecht, das Schwerbehindertenrecht, das Mutter- und Jugendschutzrecht sowie Wohnungsrecht zuständig war. Seit August 2002 war er als Vorsitzender Richter im 1. und 2. Wehrdienstsenat des Bundesverwaltungsgerichts tätig. Mit Ablauf des Juli 2006 trat er als Richter in den Ruhestand.
Pietzner wurde 2000 zum Honorarprofessor an der Humboldt-Universität zu Berlin ernannt. Er forschte und veröffentlichte zum Verwaltungsrecht. So gab er mit Friedrich Schoch und Eberhard Schmidt-Aßmann einen Kommentar zur Verwaltungsgerichtsordnung heraus und verfasste gemeinsam mit Michael Ronellenfitsch das Lehrbuch Das Assessorexamen im öffentlichen Recht.